# Ґаспар Дюґе

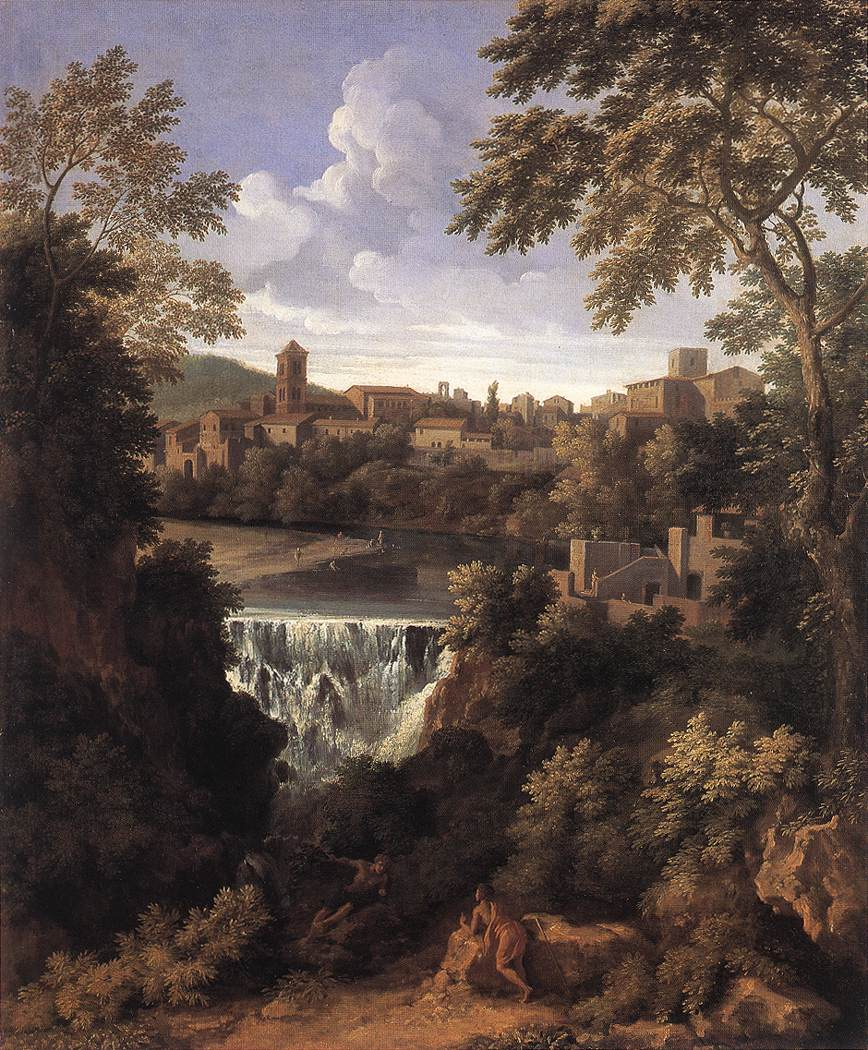
Водоспад Тіволі, 1661 рік

Ґаспар Дюґе, також відомий як Ґаспар Пуссен, (15 червня 1613, Рим — 27 травня 1675 там само) — бароковий пейзажист французького походження, жив і працював у Римі та в Кампанья ді Рома. Створював переважно станкові пейзажі (точна кількість його робіт невідома), а також фрески.

## Життєпис
Він був прийомним сином і учнем Ніколя Пуссена, який одружився з його сестрою в 1630 році; Дюґе сам вибрав прізвище свого набагато більш відомого швагра. Він спеціалізувався на популярному на той час пейзажному живописі, використовуючи темперу, гуаш і традиційну олійну техніку. Сюжетами його робіт були італійські пейзажі, часто збагачені дрібними фігурними сюжетами на біблійні та античні теми. Картини Дюґе не претендують на заглиблену, інтелектуальну інтерпретацію минулого, вони переважно звертаються до краси природи. Завдяки декоративності своїх робіт митець досяг значного успіху, якщо вимірювати популярністю, а не якістю. Він працював для могутніх родин тієї епохи (Колонна, Доріа, Боргезе), духовенства (кардинал Оттобоні, папа Інокентій X., кармеліти з базиліки Сан-Мартіно). У XVIII столітті його пейзажі стали відомими у Великій Британії, увійшовши до численних колекцій і справивши великий вплив не тільки на живопис і мистецтво, але й на розвиток ландшафтів (парків, садів).